# 伊图希谷
伊图希谷（Ituxi Vallis）是火星埃律西昂区的一条河谷，其中心坐标位于北纬25.4度、西经207度处，全62公里长，以巴西伊图希河命名。